# 高玉兰 (赛艇运动员)
高玉兰（1982年10月3日—），江西九江人，中国女子赛艇运动员。她曾代表中国参加2008年和2012年夏季奥林匹克运动会赛艇比赛，其中2008年奥运会获得一枚银牌。